# Vernate (Svizzera)
Vernate (in dialetto ticinese Vernàa) è un comune svizzero di 582 abitanti del Canton Ticino, nel distretto di Lugano.

## Geografia fisica
Vernate è situato nel Malcantone, sulla falda orientale del monte Santa Maria.

## Monumenti e luoghi d'interesse
- Chiesa parrocchiale dei Santi Sebastiano e Rocco, eretta nel XVIII secolo[1];
- Chiesa parrocchiale di Santa Maria Juvenia, attestata dal 1378[2];
- Casa Soldati, del XVII secolo[senza fonte].

## Società

### Evoluzione demografica
L'evoluzione demografica è riportata nella seguente tabella:
Abitanti censiti

## Amministrazione
Ogni famiglia originaria del luogo fa parte del cosiddetto comune patriziale e ha la responsabilità della manutenzione di ogni bene ricadente all'interno dei confini del comune.